# Sergio Aguayo Quezada
Sergio Aguayo Quezada (La Rivera, Jalisco; 10 de septiembre de 1947) es un académico, analista, internacionalista y promotor mexicano de los derechos humanos y la democracia. 
Egresado de la Universidad de Guadalajara.
Es profesor-investigador del Centro de Estudios Internacionales de El Colegio de México desde 1977, profesor invitado en la Universidad de Harvard desde 2015 y miembro del Sistema Nacional de Investigadores de México desde 1984, actualmente cuenta con el nivel III. Aguayo es autor de más de 25 libros y parte de su obra ha sido traducida al inglés y holandés y ha participado en alrededor de 500 congresos, seminarios y conferencias a nivel nacional e internacional.

## Trayectoria
Obtuvo la licenciatura en Relaciones Internacionales en el Centro de Estudios Internacionales de El Colegio de México. La maestría, el doctorado y el posdoctorado los hizo en la Escuela de Estudios Internacionales Avanzados Paul H. Nitze de la Universidad Johns Hopkins.
Entre sus líneas de investigación se encuentran los Derechos Humanos, la Seguridad Nacional, la relación México-Estados Unidos, Política Exterior de Estados Unidos, los Servicios de Inteligencia, Observación Electoral, Rendición de cuentas, Transición a la Democracia, entre otros. Participa de manera constante en medios escritos, radio y televisión, además de ser activista a través de participación en organismos civiles que han promovido la democracia y los derechos humanos.
Es profesor-investigador de El Colegio de México y ha sido profesor del Centro de Investigación y Docencia Económicas (CIDE), la Universidad Nacional Autónoma de México (UNAM), la Universidad Iberoamericana (UIA) y como profesor visitante en la Universidad de California, Berkeley, Universidad de Chicago, la Universidad John´s Hopkins y The New School for Social Research.
De 1990 a 1996 fue presidente de la Academia Mexicana de Derechos Humanos y de 1994 a 1999 integrante de la Coordinación Nacional de Alianza Cívica. Hasta 2008, Sergio Aguayo fue Presidente del Consejo Directivo de Fundar y fue Presidente de Alianza Cívica y de Propuesta Cívica. 
Es miembro fundador del diario La Jornada y de la revista Este País. Es articulista del diario Reforma y, desde 2001, participa como panelista en el programa Primer Plano de Canal Once del Instituto Politécnico Nacional. Fue colaborador del diario El País y de Open Democracy del Reino Unido. De 2009 hasta 2015, participó en la mesa política del programa radiofónico Noticias MVS, con Carmen Aristegui. Fue conductor de la serie televisiva Cambio. Conversaciones desde El Colegio de México, que fue transmitida en 2012 por el Canal Once del Instituto Politécnico Nacional.
Recibió el Premio de Periodismo José Pagés Llergo por su participación en Primer Plano. En 2012, Grupo Expansión reconoció a Sergio Aguayo como miembro de "Los personajes que mueven a México", de la revista Quién.

## Publicaciones destacadas
- El 68: los estudiantes, el presidente y la CIA (2018)
- De Tlatelolco a Ayotzinapa. Las violencias del estado (Proceso / Ink, 2015)
- Remolino. El México de la sociedad organizada, los poderes fácticos y Enrique Peña Nieto (Ink, 2014)
- Vuelta en U. Guía para reactivar la democracia estancada (Taurus, 2010)
- La transición en México. Una historia documental 1910-2010 (El Colegio de México y Fondo de Cultura Económica, 2010)
- México. Todo en Cifras. El Almanaque Mexicano (2009)
- Almanaque México-Estados Unidos (2005)
- Diagnóstico sobre la situación de los Derechos Humanos en México (2003)
- Las Organizaciones No Gubernamentales de Derechos Humanos en México: entre la democracia participativa y la electoral [1]
- La Charola: Una historia de los servicios de inteligencia en México (2001)
- El Panteón de los Mitos: Estados Unidos y el Nacionalismo Mexicano (1998)
- 1968: Los Archivos de la Violencia (1998)
- Las seguridades de México y Estados Unidos en un momento de transición (con John Bailey, 1997)